# دماس (يريم)

تعديل مصدري - تعديل

دماس هي إحدى قرى عزلة رعين بمديرية يريم التابعة لمحافظة إب، بلغ تعداد سكانها 768 نسمة حسب تعداد اليمن لعام 2004.